# Послание Мисаила
Послание Мисаила — документ, датированный 14 марта 1476 г. Грамоту подписали: епископ смоленский Мисаил, избранный митрополит Киевский, архимандрит Киево-Печерской Лавры Иоанн, архимандрит Свято-Троицкого монастыря в Вильне Макарий, князь Михаил Олелькович, князь Фёдор Бельский, князь Дмитрий Вяземский, Иоанн Ходкевич и другие видные представители литовско-русской знати.
Впервые документ был издан униатским митрополитом Ипатеем Потеем в 1605 г. под названием «Поселство до папежа рымского Сикста д҃ от духовенства и от княжат и панов руских…» и долго считался подделкой униатов. В конце XX в. были идентифицированы два списка грамоты начала XVI в., что окончательно сняло подозрения в фальсифицировании и доказало аутентичность грамоты: Синодальный и Смоленский. Дополнительными доводами в пользу аутентичности грамоты Мисаила являются компиляции на его основании: послание Киевского митрополита папе Александру VI, созданное в 1500 г., а также две московские. Самой ранней из последних является челобитная князя Андрея Шуйского, составленная на позднее 1538 г. Вторая московская компиляция на базе грамоты Мисаила — анонимное послание тому же архиепископу новгородскому Макарию, которому адресована и челобитная князя А. Шуйского, создана предположительно между 1538 и 1542 гг. На основании имеющихся изданий, списков и компиляций «Послания Мисаила» была сделана попытка реконструировать текст оригинальной грамоты — соответствующая монография была издана Украинским Католическим Университетом в 2018 г. (в 2019 г. вышло второе, дополненное и исправленное издание). В обоих изданиях помимо реконструированного текста «Послания Мисаила» помещены тексты его Смоленского и Синодального списков, Послание митрополита Иосифа (латинский текст и полный украинский перевод) и анонимное послание архиепискому новгородскому Макарию. Кроме того, выполнен полный перевод «Послания Мисаила» на украинский язык.